# Dichochrysa gradata
Dichochrysa gradata är en insektsart som beskrevs av X.-k. Yang och C.-k. Yang 1993. Dichochrysa gradata ingår i släktet Dichochrysa och familjen guldögonsländor. Inga underarter finns listade i Catalogue of Life.